# María del Puy Alvarado
María del Puy Alvarado Landa és una productora audiovisual, productora executiva, guionista i docent espanyola. Va fundar en 2006 i dirigeix des de llavors, la productora audiovisual Malvalanda, que va obtenir el premio Goya en 2017 al millor curtmetratge per Madre, també nominat als premis Óscar.

## Trajectòria
Després de llicenciar-se per la Universitat Complutense de Madrid (UCM) en Ciències de la Informació, Publicitat i Relacions Públiques, va estudiar Producció a l'Escola de Cinematografia i de l'Audiovisual de la Comunitat de Madrid (ECAM), on va ser alumna de la primera dona productora d'Espanya Marisol Carnicero. Durant la seva estada a l’ ECAM, va produir al costat d'Álvaro Giménez, un dels seus companys, Luminaria, el seu primer curtmetratge que va passar per festivals internacionals i va aconseguir diversos premis. També va estudiar a l'Escola de Formació Contínua i Professional de la Universitat de Nova York i a l'Institut RTVE.
Després de l'experiència amb Luminsria i amb la intenció de posar en marxa els seus propis projectes, en 2006 va fundar la productora audiovisual i d'esdeveniments cinematogràfics Malvalanda de la qual és directora. Va produir diversos projectes, principalment curtmetratges amb els quals va obtenir nombrosos premis en festivals nacionals i internacionals. Tres d'ells van rebre nominacions als premis Goya que atorga anualment la Acadèmia de les Arts i les Ciències Cinematogràfiques d'Espanya: Luchadoras el 2009, Primavera Rosa en México el 2016 i Madre el 2017, dirigit per Rodrigo Sorogoyen que finalmen va obtenir el guardó. Madre va ser també seleccionat per a competir en 2019 en la 91a edició dels premis Óscar de l'Acadèmia d'Arts i Ciències Cinematogràfiques (AMPAS per les seves sigles en anglès) en la categoria de millor curtmetratge d'imatge real.
Alvarado va produir també sèries documentals centrades en les dones com a Mujeres por el mundo sobre la situació de la dona s diversos països (Mèxic, Romania, Marroc) o bé amb la intenció de visibilitzar a dones artistes, com el curtmetratge documental sobre l'artista contemporània Elena Asins, en el qual a més va col·laborar en la creació sent coescriptora. A través de la sèrie La primavera rosa va explorar la situació dels drets del col·lectiu LGBT en el món, en països com Rússia, Mèxic, Brasil, Espanya o Tunísia. També es va dedicar a treballs comercials. Al març de 2007, va participar en les primeres jornades educatives que, amb la intenció de donar a conèixer el paper de la dona al cinema, va organitzar el Festival Dones de Cinema celebrat a Granada.
En 2009, en col·laboració amb la també productora Penélope Cristóbal i amb el suport del Ministeri de Cultura d'Espanya a través de l'Institut de la Cinematografia i de les Arts Audiovisuals (ICAA), va posar en marxa el projecte Malvashorts, que consistia en la projecció d'una selecció de curtmetratges espanyols amb qualitat tècnica i artística i premiats a nivell nacional i internacional en sales comercials de tota Espanya per a acostar al públic aquest format cinematogràfic, habitualment només accessibles a festivals. Malvashorts va tenir cinc edicions. Al costat dels directors Fernando Franco i Alauda Ruiz de Azúa, va participar en la Trobada sobre experiències en l'accés al món del curtmetratge, en el marc de la 14 Setmana del Curtmetratge de la Comunitat de Madrid que va tenir lloc el 2012. En anys posteriors, va realitzar altres col·laboracions amb el festival com el taller Primer Cortometraje: Soluciones a Problemas de Dirección y Producción, que va impartir el 2013 al costat del director Eduardo Cardoso i algunes altres durant els següents anys. Al gener de 2017, la 15a edició del festival Notodofimfest va llançar els Workshops de cinema, que va inaugurar Alvarado en MINI hub amb un taller sobre la utilització de tècniques comunicatives per a elaborar bones presentacions dels projectes audiovisuals.
Com a productora executiva, va participar en els llargmetratges Money (2016) de Martín Rosete i The Chain, dirigit per David Martín Porras en 2019. Aquest mateix any, va estrenar Madre, curtmetratge dirigit per Rodrigo Sorogoyen i nominat a tres premis Goya: Millor Guió, Millor Muntatge i Millor Actriu. Marta Nieto, protagonista de la pel·lícula, va guanyar el Premi Orizzonti al Festival Internacional de Cinema de Venècia i el Premi Cinematogràfic José María Forqué a Millor actriu.
En vista que, segons un estudi de la Associació de dones cineastes i de mitjans audiovisuals (CIM), només hi havia un 26% de dones en càrrecs de responsabilitat dins del sector cinematogràfic d'Espanya, que aquest percentatge no augmentava malgrat incrementar-se el nombre de pel·lícules i que només el 15% dels llargmetratges estaven dirigits per dones, Alvarado va decidir impulsar al costat del Ajuntament de Madrid, l'I Cicle de Cinema Dirigit per Dones, que es va celebrar del 27 al 29 de desembre de 2017, amb l'objectiu de visibilitzar el treball de les dones directores.
El 2019, va participar amb María Zamora i Chelo Loureiro en un col·loqui de Coofilm, que és una residència col·laborativa per a dones cineastes, que dona protagonisme a la conciliació, dirigida per Gabriela Garcés (CIM), sobre producció i networking, celebrat el 19 d'octubre en Impact Hub Alameda. Aquest mateix any va protagonitzar una masterclass amb 200 alumnes en la trobada de cinema Reis Abats del Festival del Cinema i la Paraula, CiBRA, celebrat a l'octubre al Teatro de Rojas de Toledo.
Alvarado va assumir la direcció del lloc web 'Audiovisual en Femenino' fins que va deixar d'estar activa. És professora associada de producció en la Universitat Complutense de Madrid. Després d'estar nominada al Premi Óscar per Madre, va ser convidada a formar part de l'Acadèmia de Hollywood i en la 92a edició va ser membre del jurat.
Té pendent d'estrena a Espanya el llargmetratge documental El agente topo dirigit per Maite Alberdi, estrenat en la secció oficial Festival de Cinema de Sundance 2020 i presentat a Espanya al Festival de Cinema de Sant Sebastià, on va rebre el Premi Europeu del Público de la secció Perles. La pel·lícula va estar nominada a Millor Iberoamericana als premis Goya 2021 i als Premis Oscar en Documental i Pel·lícula Internacional.
Al novembre de 2020 va estrenar en cinemes el llargmetratge sobre Francisco Umbral Anatomía de un Dandy, dirigit per Charlie Arnaiz i Alberto Ortega. Després del seu pas per Seminci-Festival Internacional de Valladolid, fou nominada a Millor Documental als premis Goya 2021.